# Richard Dean Anderson
Richard Dean Anderson (n. 23 ianuarie 1950, Minneapolis, Minnesota, SUA) este un actor american, producător și compozitor. Este cunoscut cel mai mult pentru rolul MacGyver din serialul cu același nume sau pentru rolul Jack O'Neill din Stargate SG-1. A debutat în anul 1976 ca Dr. Jeff Webber în serialul General Hospital.

## Filmografie

### Televiziune
| An        | Serial                                    | Rol                             | Note                                                                     |
| --------- | ----------------------------------------- | ------------------------------- | ------------------------------------------------------------------------ |
| 1976–1980 | General Hospital                          | Dr. Jeff Webber                 |                                                                          |
| 1981      | The Facts of Life                         | Brian Parker                    | Episodul - "Brian and Sylvia"                                            |
| 1981      | Today's F.B.I.                            | Andy McFey                      | Episodul - "The Fugitive"                                                |
| 1982      | The Love Boat                             | Carter Randall                  | Episodul - "Isaac Gets Physical/She Brougher her Mother Along/Cold Feet" |
| 1982–1983 | Seven Brides for Seven Brothers           | Adam McFadden                   | 22 episoade                                                              |
| 1983–1984 | Emerald Point N.A.S.                      | Lt. Simon Adams                 | 22 episoade                                                              |
| 1985–1992 | MacGyver                                  | Angus MacGyver                  | 139 episoade                                                             |
| 1991      | The Tonight Show Starring Johnny Carson   |                                 |                                                                          |
| 1995      | Legend                                    | Enerst Pratt/Nicodemus Legend   | 12 episoade                                                              |
| 1996      | Pandora's Clock                           | Capt. James Holland             | 2 episoade                                                               |
| 1997–2007 | Stargate SG-1                             | Jack O'Neill                    | 173 episoade                                                             |
| 2004–2006 | Stargate Atlantis                         | Jack O'Neill                    | 4 episoade                                                               |
| 2006      | The Simpsons                              | Rolul său                       | Episodul - "Kiss Kiss, Bang Bangalore"                                   |
| 2009      | Saturday Night Live                       | MacGyver                        | 2 episoade                                                               |
| 2009-2010 | Stargate Universe                         | Lieutenant General Jack O'Neill | 6 episoade                                                               |
| 2011      | Fairly Legal                              | David Smith                     | 4 episoade                                                               |
| 2011      | Raising Hope                              | Keith                           | Episodul - "Jimmy and the Kid"                                           |
| 2012      | Mercedes Benz: MacGyver and the New Citan | Angus MacGyver                  | 2 episoade                                                               |
| 2013      | Don't Trust the B---- in Apartment 23     | Rolul său                       | 1 episod                                                                 |

### Filme
| An   | Titlu                               | Rol                | Note        |
| ---- | ----------------------------------- | ------------------ | ----------- |
| 1982 | Young Doctors in Love               | Drug Dealer        | nemenționat |
| 1986 | Odd Jobs                            | Spud               |             |
| 1986 | Ordinary Heroes                     | Tony Kaiser        | film TV     |
| 1992 | Through the Eyes of a Killer        | Ray Bellano        | film TV     |
| 1992 | In the Eyes of a Stranger           | Jack Rourke        | film TV     |
| 1994 | MacGyver: Lost Treasure of Atlantis | Angus MacGyver     | film TV     |
| 1994 | MacGyver: Trail to Doomsday         | Angus MacGyver     | TV Movie    |
| 1994 | Beyond Betrayal                     | Bradley Matthews   | TV Movie    |
| 1995 | Past the Bleachers                  | Bill Parish        | film TV     |
| 1997 | Firehouse                           | Lt. Michael Brooks | film TV     |
| 2008 | Stargate: Continuum                 | Jack O'Neill       |             |

### Jocuri video
| An   | Titlu                                     | Rol               | Note |
| ---- | ----------------------------------------- | ----------------- | ---- |
| 1997 | Fallout: A Post-Nuclear Role Playing Game | Killian Darkwater | Voce |
| 2013 | Stargate SG-1: Unleashed                  | Jack O'Neill      | Voce |

### Producător
| An   | Titlu                                     | Rol                 | Note     |
| ---- | ----------------------------------------- | ------------------- | -------- |
| 1994 | MacGyver: Comoara pierdută a Atlantidei   | producător executiv | TV       |
| 1994 | MacGyver: Trail to Doomsday               | producător executiv | TV       |
| 1997 | Stargate SG-1                             | producător executiv | serie TV |
| 1997 | Firehouse                                 | producător executiv | TV       |
| 2004 | From Stargate to Atlantis: Sci Fi Lowdown | producător executiv | TV       |

### Compozitor
| An   | Titlu    | Note                                                        |
| ---- | -------- | ----------------------------------------------------------- |
| 1988 | MacGyver | serie TV (cântecul "Eau d'Leo" in episode "The Negotiator") |